# Distrito de Elbasan
Elbasan (albanés: Rrethi i Elbasanit) fue uno de los 36 distritos de Albania. Contaba con una población de 224.000 habitantes (2004) y una superficie de 1.290 km². Se encontraba ubicado en el centro del país y su capital es Elbasan. Otras ciudades importantes de este distrito son Cërrik y Kërrabë.